# Arnulfo Valentierra
Arnulfo Valentierra Cuero (ur. 16 sierpnia 1974 w Barranquilli) – kolumbijski piłkarz występujący na pozycji pomocnika.

## Kariera klubowa
Valentierra zawodową karierę rozpoczynał w 1995 roku w zespole Once Caldas. W 1998 roku wywalczył z nim wicemistrzostwo Kolumbii. W trakcie sezonu 2002 odszedł do Amériki Cali. W 2003 roku wrócił jednak do Once Caldas i w tym samym roku zdobył z nim mistrzostwo fazy Apertura.
Na początku 2004 roku podpisał kontrakt z saudyjskim Al-Hilal. Po roku spędzonym w tym klubie, w 2005 odszedł do peruwiańskiego Cienciano. Jeszcze w tym samym roku ponownie trafił do Once Caldas. Pod koniec 2007 roku przeszedł do urugwajskiego CA Peñarol. W 2008 roku został graczem boliwijskiego Bolívaru, w którym spędził jeden sezon.
W 2009 roku Valetierra trafił do kolumbijskiego Uniónu Magdalena. Następnie, przez jeden sezon grał w boliwijskiej Aurorze, a w 2011 po raz kolejny przeszedł do Once Caldas. W tym samym roku zakończył tam karierę.

## Kariera reprezentacyjna
W reprezentacji Kolumbii Valentierra zadebiutował w 1999 roku. W 2003 roku został powołany do kadry na Puchar Konfederacji. Zagrał na nim w meczach z Nową Zelandią (3:1), Japonią (1:0), Kamerunem (0:1) i Turcją (1:2). Tamten turniej Kolumbia zakończyła na 4. miejscu.
W latach 1999–2004 w drużynie narodowej Valentierra rozegrał w sumie 11 spotkań i zdobył 1 bramkę.